# نورث‌وست بیگ ریور، ویچیتا، کانزاس
نورث‌وست بیگ ریور (به انگلیسی: Northwest Big River) یک منطقهٔ مسکونی در ایالات متحده آمریکا است که در سجویک، کانزاس واقع شده‌است. نورث‌وست بیگ ریور ۲٬۰۴۲ نفر جمعیت دارد و ۴۰۲٫۶۵ متر بالاتر از سطح دریا واقع شده‌است.